# Jacob van Strij

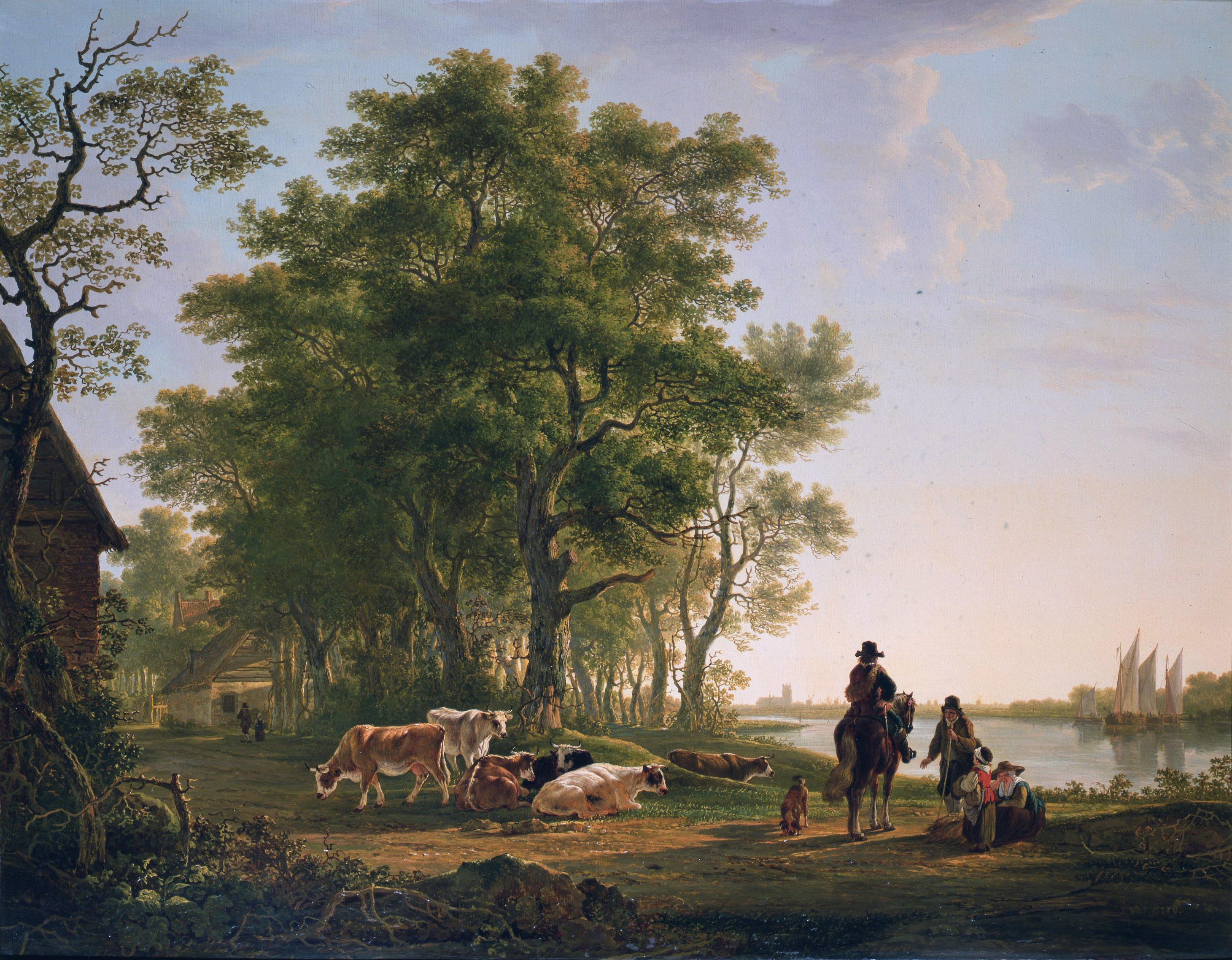
Landschap met geboomte en vee bij Dordrecht door Jacob van Strij

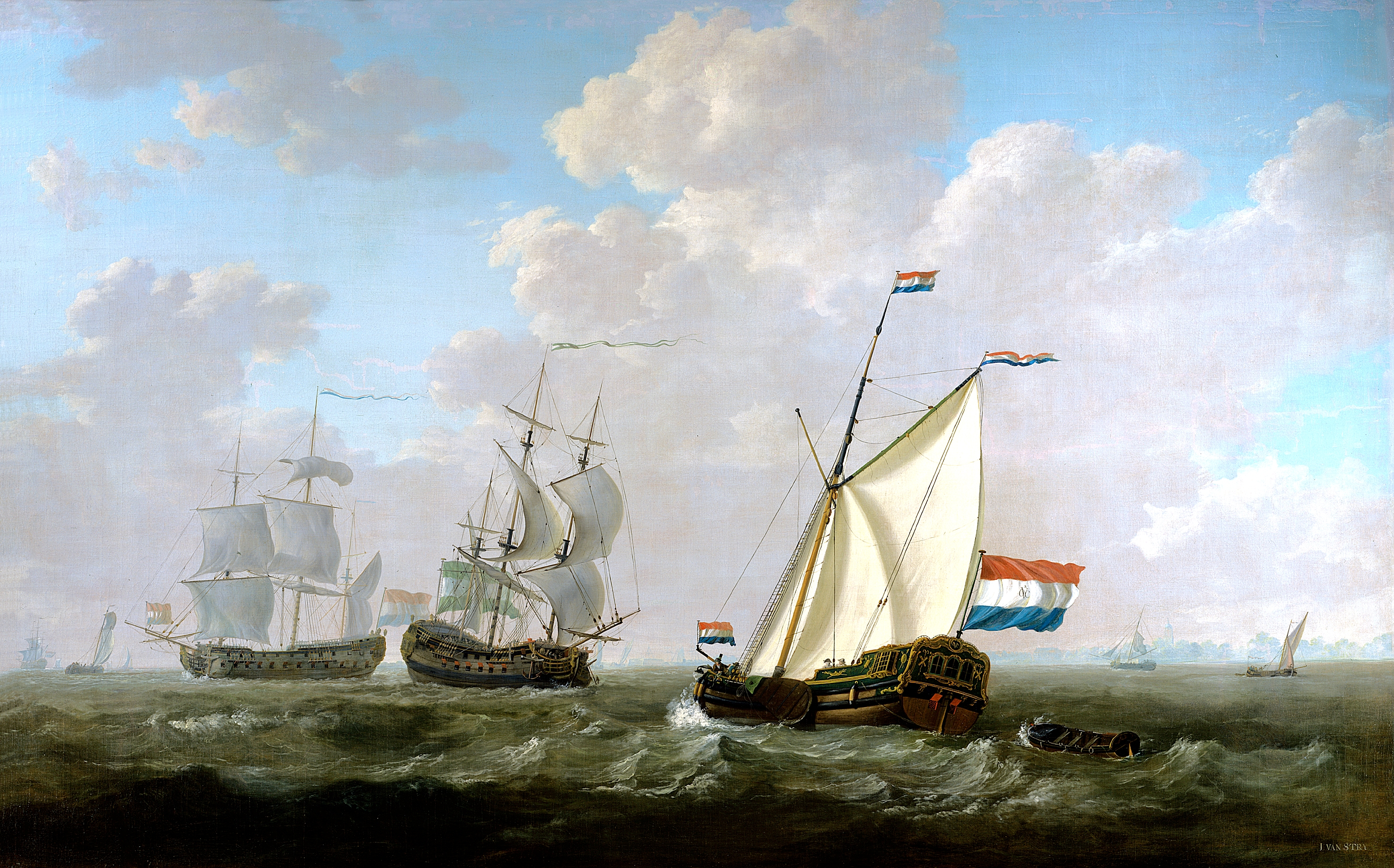
Het jacht van de Kamer van Rotterdam begroet een Oost-Indiëvaarder. Collectie Maritiem Museum Rotterdam.

Jacob van Strij (Dordrecht, 2 oktober 1756 - aldaar, 4 februari 1815) was een Nederlands kunstschilder.

## Biografie
Jacob van Strij, zoon van de Dordtse schilder en tekenaar Leendert van Strij en Catharina Snak, ontving zijn eerste opleiding tot schilder evenals zijn broer Abraham van zijn vader. Daarna volgde hij de opleiding aan de Antwerpse schildersacademie en kreeg vervolgens les van de Antwerpse schilder Andreas Lens. Terug in Dordrecht ontwikkelde hij zich tot een landschapsschilder. Zowel afzonderlijk als samen met zijn broer Abraham schilderde hij diverse behangsels voor opdrachtgevers in Dordrecht. Op 24 december 1786 trouwde Jacob van Strij in Dordrecht met de in Nijmegen geboren Magdalena Cornelia van Rijndorp. In zijn latere leven werd Van Strij geplaagd door jicht, waardoor het schilderen bemoeilijkt werd. Op het door Pieter Christoffel Wonder gemaakte portret van Van Strij is zijn lijden nadrukkelijk in beeld gebracht. Ook in het naar aanleiding van dit portret gemaakte gedicht door Van Braam wordt zijn ziekte genoemd. Hij bleef echter tot zijn overlijden zijn werk als schilder verrichten.
Zijn zoon Hendrik Johannes van Strij werd evenals zijn vader, oom en grootvader kunstschilder.

## Werk van Jacob van Strij[1]
- Landschap met rivier en geboomte in de omgeving van Dordrecht
- Landschap met geboomte en vee bij Dordrecht (zie: afbeelding)
- Zomergezicht buiten Dordrecht
- Wintergezicht aan de Devel
- Landschap met dode boom
- Bergachtig landschap met rivier
- Michiel en Cornelis Pompe van Meerdervoort
- Het lozen van het water uit de in 1809 ingebroken Alblasserwaard door de sluizen van het Elshout
- Winterlandschap met boerenhuizen en twee kinderen onderweg
- Riviergezicht met stroomversnelling
- Landschap met koeien bij een rivier met schepen
- Zomerlandschap buiten Dordrecht
- Riviergezicht met ruiter
- Ruiter met melkmeid bij een rivier

## Gedichten op Jacob van Strij
| Naar aanleiding van zijn portret | Naar aanleiding van zijn overlijden |
| --- | --- |
| O ja! Dus leeft, dus denkt, dus spreekt mijn vriend Van Strij, Gevoel voor waar en schoon blinkt in deez’ schilderij, Het nijdig euvel spreidt een smertfloers op ‘s mans trekken, Gelaten mannen, moed blijft in dit oog te ontdekken, Moed, die deez’ hand bezield, hoe leider ongesteld, Als hij ons leven schept in bosch en stroom en veld. door: Pieter van Braam (1740-1817) ca. 1812 | Treur, diep bedrukte gaâ, treur, diepbedrukte erven, Treur, grijze Merwestad, die vriend en vader mist: Natuur treurt met U mee, zij moet haar schepper derven, Aan wien verbeelding al haar gaven had verkwist. Neen, juicht! Van Strij is nu aan ‘t logge stof ontbonden, En doopt het schoon penseel in Godgewijde inkt, En maalt tafreelen daar, die eng’len hem verkonden, Waarbij ‘s mans meesterstuk in ‘t aardsche niet verzinkt. door: Mr. Peter Steven Schull (1791-1835) in 1815 |